# Biskupi Port Victoria
Biskupi Port Victoria – biskupi diecezjalni i biskupi koadiutorzy prefektury apostolskiej Seszeli, (od 1880) wikariatu apostolskiego, a od 1892 diecezji Port Victoria.

## Biskupi

### Biskupi diecezjalni
| Lata urzędowania | Biskup | Biskup                                            | Uwagi                                                                                         |
| ---------------- | ------ | ------------------------------------------------- | --------------------------------------------------------------------------------------------- |
|                  |        | Jérémie de Paglietta OFMCap                       | prefekt Seszeli w latach 1853–1855                                                            |
|                  |        | Léon des Avanchers (Michel Rey-Golliet) OFMCap    | prefekt Seszeli w latach 1855–1863                                                            |
|                  |        | Jean-Pierre-Ignace Galfione OFMCap                | prefekt Seszeli w latach 1863–1880, następnie wikariusz apostolski Seszeli w latach 1880–1881 |
|                  |        | Symphorien Charles-Jacques Mouard (Monard) OFMCap | wikariusz Seszeli w latach 1882–1888, następnie biskup diecezjalny Lahore                     |
|                  |        | Edmond Alfred Dardel OFMCap                       | wikariusz Seszeli w latach 1889–1890                                                          |
| 1890–1910        |        | Michel Marc Hudrisier OFMCap                      | wikariusz Seszeli w latach 1890–1892, od 1892 biskup diecezjalny Port Victoria                |
| 1910–1915        |        | Bernardine Thomas Edward Clark OFMCap             |                                                                                               |
| 1916–1920        |        | Georges-Jean Damascène Lachavanne OFMCap          |                                                                                               |
| 1921–1934        |        | Louis-Justin Gumy OFMCap                          |                                                                                               |
| 1934–1936        |        | Ernest Louis Joye OFMCap                          |                                                                                               |
| 1937–1972        |        | Marcel Olivier Maradan OFMCap                     |                                                                                               |
| 1975–1994        |        | Félix Paul                                        |                                                                                               |
|                  |        | Gilbert Aubry                                     | administrator apostolski sede vacante w latach 1994–1995                                      |
| 1995–2002        |        | Xavier Baronnet SJ                                |                                                                                               |
| 2002–2020        |        | Denis Wiehe CSSp                                  |                                                                                               |
| od 2020          |        | Alain Harel                                       |                                                                                               |

### Biskupi pomocniczy
| Lata urzędowania | Biskup | Biskup                   | Uwagi                                                 |
| ---------------- | ------ | ------------------------ | ----------------------------------------------------- |
| 1933–1934        |        | Ernest Louis Joye OFMCap | koadiutor, następnie biskup diecezjalny Port Victoria |
| 2001–2002        |        | Denis Wiehe CSSp         | koadiutor, następnie biskup diecezjalny Port Victoria |